# Meiothecium microcarpum
Meiothecium microcarpum là một loài Rêu trong họ Sematophyllaceae. Loài này được (Harv.) Mitt. mô tả khoa học đầu tiên năm 1868.